# 흰배중부리도요

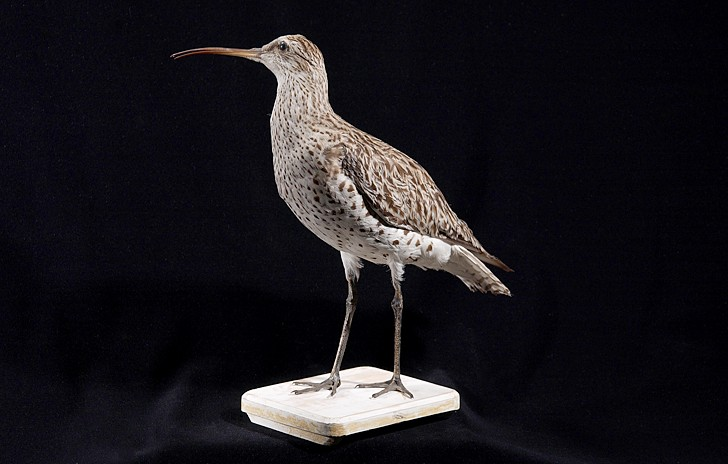

흰배중부리도요(slender-billed curlew, Numenius tenuirostris)는 도요과에 속하는 섭금류이다. 서부 유럽, 카나리제도, 아소르스 제도, 오만, 캐나다, 일본에서 볼 수 있었다.

## 개요
몸 길이는 36~41 센티미터, 날개 길이는 77~88 센티미터에 달한다. 다큰 성체는 윗쪽이 회색/갈색을 이루고 엉덩이과 등 아래 부분은 하얗다. 아랫쪽은 하얗고 어두운 갈색 줄무늬가 있다. 옆구리는 둥글거나 하트 모양의 점이 있다. 수컷, 암컷 모두 깃털이 비슷하지만 암컷이 수컷보다 더 긴 부리가 있다.
평균 4개의 알을 낳는다.
2024년 영국왕립조류보호협회(RSBP), 버드라이프 인터내셔널, 네덜란드 환경생물다양성센터와 자연사 박물관 등은 흰배중부리도요가 멸종했다는 공동 연구 결과를 발표했다.